# Behaard oorzwammetje
Het behaard oorzwammetje (Crepidotus villosus) is een schimmel in de familie Crepidotaceae. Hij leeft saprotroof op loofhout en naaldhout.

## Kenmerken

### Uiterlijke kenmerken
De hoed is 10-30 mm groot, wit, behaard en heeft een zachte textuur. Aan het begin is de hoed omgekeerd (resupinaat) en wordt later schelpvormig. De geur en smaak zijn mild. De lamellen zijn wit en verkleuren later naar licht bruin of wijnkleurig. Ze zijn niet te dicht op elkaar, en hebben een gemiddelde breedte.

### Microscopische kenmerken
De sporen zijn zijn ellipsvormig en meten meten 5,5-7,5 (8) × 4-5 (5,5) µm. De basidia zijn 4-sporig en meten (21) 27-33 x 6-7 µm. De hyfen zijn tussen de 3 en 6 µm breed. Er zijn gespen aanwezig.

## Verspreiding
In Nederland komt het behaard oorzwammetje zeer zeldzaam voor.